# ÏDKIDS
ÏDKIDS ou ID Group est un groupe français de prêt-à-porter et de jouets pour enfants issus de la branche « enfant » du groupe Camaïeu en 1996.

## Historique

Logo de 2005 à 2014

En avril 1996, Jean Duforest, cofondateur du segment « enfant » du groupe d'habillement Camaïeu, reprend l’activité Camaïeu enfant du groupe avec l'obligation de changer de nom,.
En 2000, Jean Duforest et Jean-Luc Souflet lancent la marque et les boutiques Okaïdi, qui ciblent les enfants de 0 à 14 ans. Deux ans plus tard, en 2002, Okaïdi lance Obaïbi, une ligne destinée spécifiquement aux tout-petits de 0 à 36 mois et lancée à l'international,. 
En 2005, Okaïdi fait évoluer sa stratégie et devient « ÏDGroup ». Dans une logique de diversification, le nouveau groupe rachète les marques et l'enseigne de vêtement pour enfants « Jacadi » à la famille Frydman, les anciens propriétaires des parfumerie Marionnaud ainsi que la ligne de vêtements pour femme enceinte « Véronique Delachaux ».
En 2008, le groupe reprend « Oxybul » et lance les espaces multimarques regroupant dans un même lieu de vente les marques de textile pour enfant du groupe : Okaïdi, Obaïbi, et Jacadi, ainsi que la vente de jouets ludo-éducatifs. Okaidi est lancé aux États-Unis. La même année, le groupe annonce la création de sa fondation d'entreprise « Okworld », pour le développement et la protection de l'enfant dans le monde,.
En avril 2010, ÏDGroup créé la marque « Vibel », spécialisée dans le mobilier et les objets décoratifs pour enfant. 
En juillet 2010, à la suite de négociations exclusives avec le groupe PPR, la Fnac cède à ïdgroup l'enseigne et le catalogue de jouets ludo-éducatif Fnac Éveil et jeux qui devient  Oxybul éveil et jeux ».
En décembre 2015, le groupe se réorganise. Il lance un nouveau concept magasin omnicanal, multimarques et multiformats, ÏDKIDS et en adopte le nom : ÏDGroup devient le groupe ÏDKIDS.
Le groupe réalise un chiffre d'affaires de 861,5M€ en 2016.

## Marques
- Okaïdi (fondée en septembre 2000) est une marque française de vêtements pour enfants de 3 à 14 ans.
- Obaïbi (créée en 2002), marque de textile pour enfants de 0 à 3 ans.
- Jacadi (acquise en 2005), marque de textile pour enfant de 0 à 12 ans.
- Oxybul éveil et jeux (acquise en 2010), jeux, jouets, multimédia et ludo-éducatif pour les enfants.
- Rigolo Comme La Vie (créée en 2005), réseau de crèches et de centres de loisirs pour les 3 mois à 5 ans.
- Bubble Mag (acquise en 2011), magazine parental gratuit spécialisé dans la parentalité positive.
- ÏDKIDS (créée en 2015), nouveau concept magasin omnicanal, multimarques et multiformats qui rassemble :
  - Les marques socles du groupe : Okaïdi, Obaïbi, Oxybul éveil et jeux
  - Des marques partenaires : Jacadi Paris, Lego, Playmobil
- N'JOY (acquise en 2016), marque de prestation d'animations ludo-pédagogiques pour enfants de 2 à 15 ans.

## Siège social
Il est situé au 162 boulevard de Fourmies dans la commune de Roubaix dans les Hauts-de-France.

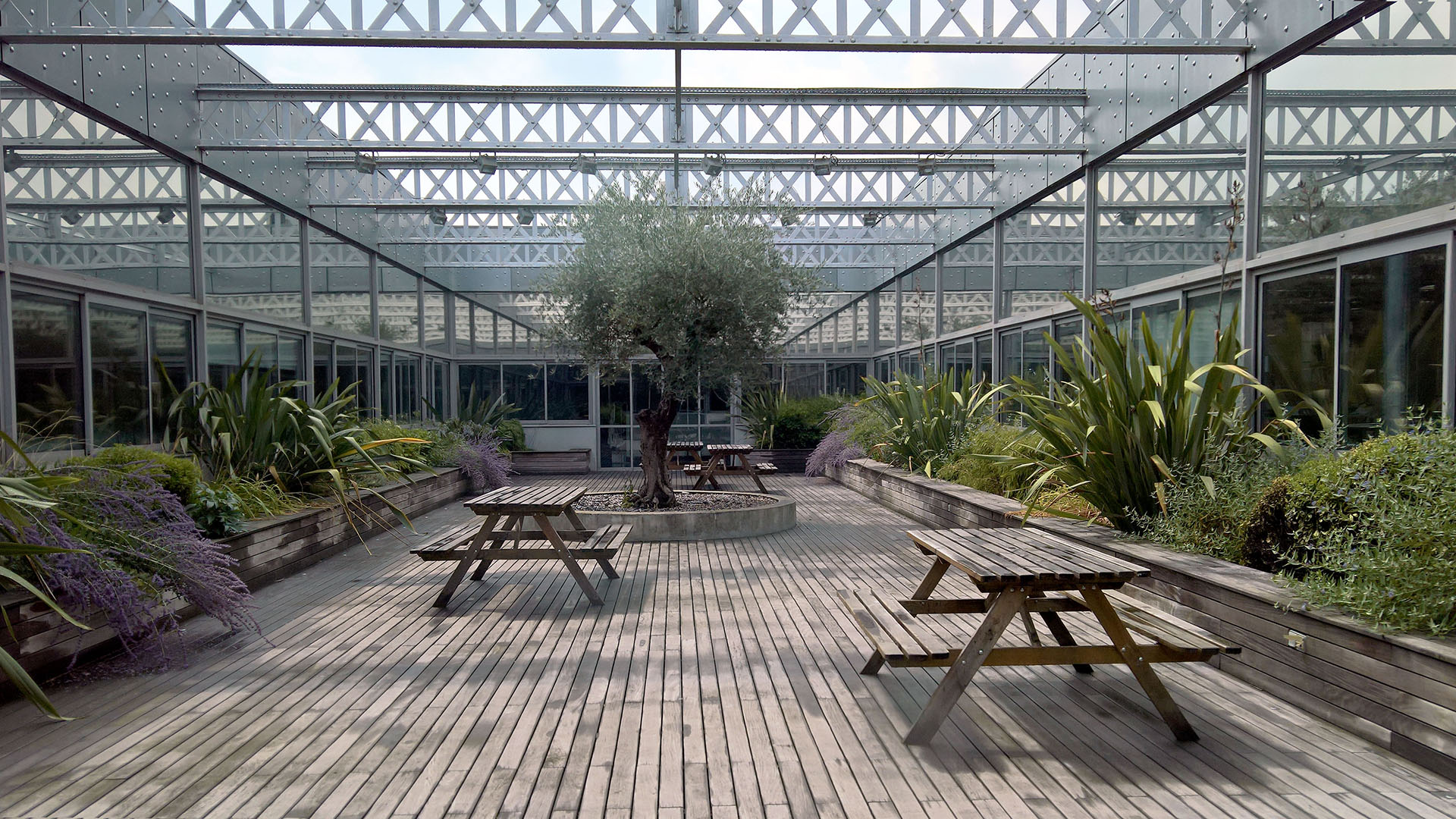
Patio